# پلانی
پلانی، روستایی در دهستان کمبل سلیمان بخش مرکزی شهرستان چابهار در استان سیستان و بلوچستان ایران است.

## مدرسه
نام مدرسه پلانی (حاج ابراهیم فرهت نیا) می‌باشد و دارای چهار کلاس و شش پایه ابتدایی می‌باشد.
این مدرسه توسط خیریه انجمن حامی ساخته شده‌است.

## جمعیت
بر پایه سرشماری عمومی نفوس و مسکن در سال ۱۳۹۵، جمعیت این روستا برابر با ۴۸۷ نفر (۱۱۵ خانوار) بوده‌است.